# 亚历山德拉·波普
亚历山德拉·波普（德語：Alexandra Popp，1991年4月6日—）是一位德国女子足球运动员，自2012年起效力于德国女子足球甲级联赛球队VfL沃尔夫斯堡及自2010年起代表德国国家女子足球队出场，于场上可司职后卫、中场及前锋等多个位置。此外，她也是2014年及2016年的德国足球小姐得主。

## 足球生涯

### 俱乐部生涯
波普是在盖沃尔斯贝格的黑白希尔舍德足球俱乐部（FC Schwarz-Weiß Silschede）开始自己的足球生涯，并在那里一直效力至14岁——这也是男女同队所允许的最高年龄上限。随后她转投雷克灵豪森。随同这支协会联赛球队，她们在2008年仅以微弱劣势遗憾错失升入西部地区联赛。至2008-09赛季，波普转会至德国女子足球甲级联赛球队杜伊斯堡2001，并拒绝了法国顶级球队奥林匹克里昂的报价。2008年9月7日，她在对阵黑尔福德的比赛中迎来德甲首秀，其后又在9月28日以8比0大胜克赖尔斯海姆的比赛中射入自己的德甲首球。在2010年德国足协女子室内杯赛事期间，波普又以5个入球成为最佳射手。
至2012-13赛季，波普又连同俱乐部队友路易莎·文辛一起转会至VfL沃尔夫斯堡。在首个赛季，她便随新东家包揽了德甲、德国足协杯和欧冠联赛的三冠王。一年后，波普再随VfL沃尔夫斯堡夺得2013-14赛季的欧冠冠军。然后她便来到在沃尔夫斯堡举行的德国冠军“决赛”。在这里，上届冠军VfL沃尔夫斯堡得以于联赛末轮击败此前保持不败的法兰克福一女，成功卫冕冠军。赛前法兰克福姑娘只需要一场平局便可夺得冠军，而沃尔夫斯堡则必须赢。波普于第89分钟射入制胜球。

### 国家队生涯
2008年5月，波普随德国U17青年队夺得了2008年U-17女子欧锦赛的冠军，并在以3比0战胜法国的决赛中射入己方的第二球。2010年2月，波普首次获征召入德国国家女子足球队，并在同年2月17日对阵朝鲜的比赛中完成首秀。而在2月26日以7比0大胜芬兰的阿尔加夫杯比赛中，她又射入自己的首2个国际比赛入球。至同年在德国本土举行的2010年U-20世界杯中，波普不仅随德国U20青年队夺得冠军，甚至在每一场比赛都有入球。凭借总共10个入球，她被国际足联授予了象征赛事最佳射手的“金靴奖”和象征赛事最佳球员的“金球奖”。而10个入球也使她同悉妮·勒鲁和克里斯蒂娜·辛克莱并列成为女子U-20世界盃的历史最佳射手。
2011年，波普入选了德国国家队参加2011年女子世界杯的名单，并且在全部四场比赛中均有出场，但都是作为替补亮相。在2011年11月19日以创纪录的17比0大胜哈萨克斯坦的欧锦赛预选赛中，波普与切利娅·沙希奇各射入4球。这也使她成为历史上第七位单场国际比赛射入4球的德国女子足球员。2015年5月24日，波普也获时任联邦主教练的西尔维娅·奈德选入参加2015年女子世界杯的最终23人大名单，并帮助德国队以第四名完赛。
2016年，波普又成为德国参加里约奥运会足球比赛的一员。她参加了赛事的全部六场比赛，并贡献了1个入球及3次助攻。凭借在决赛中以2比1战胜瑞典，波普赢得金牌。至2016年11月1日，她又随德国女队获颁银月桂叶勋章。

## 成就

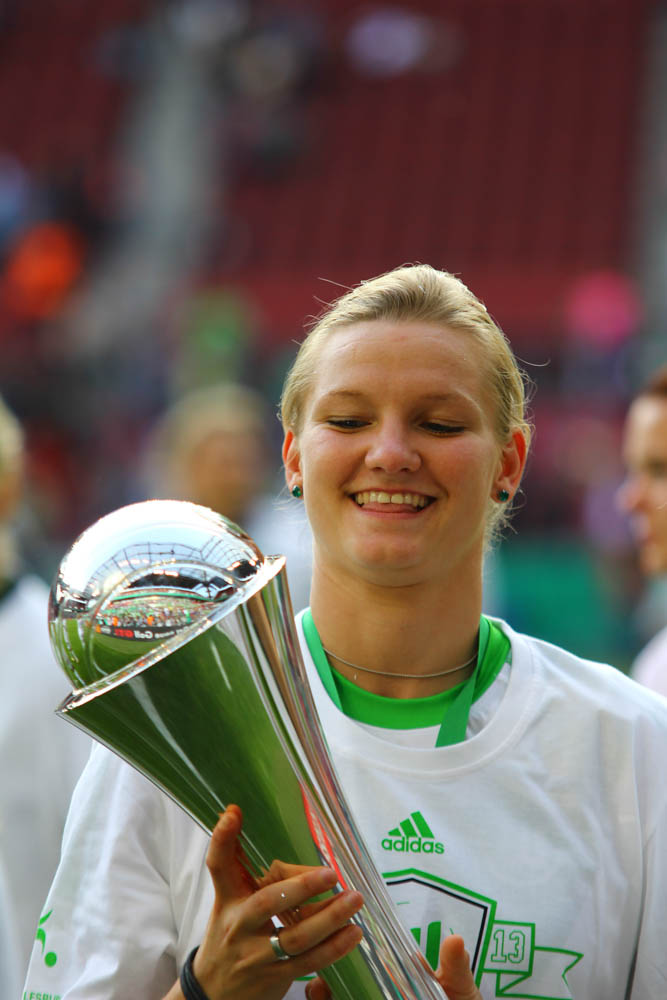
波普于2013年捧得德国足协杯

### 俱乐部
- 欧洲女子冠军杯/冠军联赛冠军：2009年、2013年、2014年
- 德国足球冠军：2013年、2014年
- 德国足协杯（德语：DFB-Pokal (Frauen)）冠军：2009年、2010年、2013年、2015年、2016年

### 国家队
- 夏季奥林匹克运动会足球比赛金牌：2016年
- 國際足協U-20女子世界盃冠军：2010年
- 欧洲女子U-17足球锦标赛冠军：2008年
- 阿尔加夫杯冠军：2012年、2014年

### 个人荣誉
- U-20世界杯金球奖：2010年
- U-20世界杯金靴奖：2010年
- 银月桂叶勋章：2016年[13]
- 北莱茵-威斯特法伦州勋章（德语：Verdienstorden des Landes Nordrhein-Westfalen）：2011年
- 弗里茨·瓦尔特奖：2009年（银奖）
- 德国足球小姐（德语：Fußballerin des Jahres (Deutschland)）：2014年、2016年

## 私人生活
波普曾就读于盖尔森基兴的贝格费尔德综合学校。这是由德国足协认证的足球精英学校，而波普是当时足球班里的唯一女学生。在那里，她得以与沙尔克04的青训球员共同学习及训练。在完成十二年级的毕业考试后，波普离开学校并进行了为期一年的物理治疗师实习。此外，她还在埃瑟霍夫动物园完成了为期三年的动物管理员学徒培训。
在一些采访中，波普曾表示她是多特蒙德的球迷。